# Tarare
Tarare è un comune francese di 10 390 abitanti situato nel dipartimento del Rodano della regione Alvernia-Rodano-Alpi.

## Curiosità
Presso il cantiere navale Meta, situato nel comune, nel 1977 è stato brevettato lo strongall, un procedimento di costruzione di imbarcazioni.

## Società

### Evoluzione demografica
Abitanti censiti